# Hanston, Kansas
Hanston là một thành phố thuộc quận Hodgeman, tiểu bang Kansas, Hoa Kỳ. Năm 2010, dân số của xã này là 206 người.

## Dân số
Dân số các năm:
- Năm 2000: 259 người
- Năm 2010: 206 người